# Пензенский трамвай
Пензенский трамвай — пассажирская трамвайная система на дизельной тяге в городе Пенза. Действовала с 1935 по 1937 год.

## История
В 1930-х годах в Пензе остро встал вопрос об организации пассажирских перевозок между центром и промышленными предприятиями, расположенными на окраине города. Толчком для постройки трамвая послужило коллективное письмо рабочих Велозавода в Москву. Из Москвы пришло указание: «в кратчайшие сроки пустить до завода трамвай!»
Ударными темпами была построена узкоколейная линия (колея 750 мм), на Велозаводе изготовлен подвижной состав и летом 1935 года началось движение трамвая по маршруту «Драмтеатр — Велозавод».
Состав поезда, состоящий из мотовоза с двумя прицепными пассажирскими вагонами, курсировал от Драмтеатра по улицам Бакунина, Плеханова, через тоннель под железнодорожным вокзалом, далее по улицам Кузнецкой, Пролетарской и Заводскому шоссе до проходной Велозавода.
Узкоколейная трамвайная линия длиной 2,8 км была полностью однопутной с дополнительными путями на конечных пунктах, служащих для перецепки мотовоза. Эксплуатацией трамвая занимался Горкомхоз, ремонт подвижного состава производился в мастерских Велозавода.
Проработал пензенский трамвай недолго. Неправильное расположение железнодорожного пути, узкая колея, крутые кривые, приводили к тому, что в пути вагоны были неустойчивыми и несколько раз опрокидывались вместе с пассажирами. Осенью 1937 года трамвай, принёсший Горкомхозу большие убытки, прекратил своё существование. Вместо трамвая было организовано автобусное сообщение.

## Другие проекты
В 1940-х годах остро встала необходимость создания в Пензе городского электротранспорта. Рассматривались два варианта — строительство современного ширококолейного электрического трамвая, либо строительство троллейбуса. Выбор был сделан в пользу троллейбуса, который был построен и открыт в 1948 году (см. Пензенский троллейбус).
Периодически в СМИ обсуждается возможность организации в Пензе внутригородского пассажирского сообщения по существующим железнодорожным путям.